# Aeropuerto Zorg en Hoop
El Aeropuerto Zorg en Hoop (IATA: ORG, ICAO: SMZO) es un aeropuerto que sirve a la aviación general en la ciudad de Paramaribo, Surinam. Se encuentra a 3 kilómetros (1,9 millas) al oeste del río Surinam, entre los barrios de la ciudad de Zorg en Hoop y Flora.
La longitud de la pista incluye un umbral desplazado de 200 metros en la Pista 11. El aeropuerto es adecuado para vuelos chárter y regulares con aeronaves más pequeñas y para vuelos en helicóptero. Se mantiene la conexión desde el aeropuerto para varios aeropuertos más pequeños en el interior de Surinam y para vuelos chárter al Caribe. El único servicio internacional regular es a Georgetown, Guyana, con vuelos operados por Trans Guyana Airways y Gum Air con aviones de hélice más pequeños.
Las aerolíneas que operan aviones a reacción sirven a Paramaribo a través del Aeropuerto Internacional Johan Adolf Pengel, ubicado a 45 kilómetros, al sur de la ciudad en Zanderij.

## Historia
En octubre de 1952, el aeropuerto se puso en funcionamiento cuando Rudi Kappel y Herman van Eyck iniciaron una primera compañía aérea surinamesa. El primer vuelo se realizó con un avión Stinson Reliant matrícula PZ-TAA de la empresa Kappel-Van Eyck. En noviembre de 1952, esta empresa construyó el primer hangar en el aeródromo de Zorg en Hoop y agregó un segundo Stinson Reliant (PZ-TAB) a su flota. En el verano de 1953, el aeropuerto Zorg en Hoop se utilizó para desarrollar muchas pistas de aterrizaje en el interior. Los primeros vuelos de pasajeros y entrega de correo en Surinam se realizaron desde Zorg en Hoop a Moengo el 22 de agosto de 1953 y a Coronie el 28 de septiembre. Posteriormente también a Nickerie y Albina con el nuevo Piper Cub (PZ-NAC) de Kappel-Van Eyck bautizado como "Colibrí".

## Aerolíneas y destinos
| Destinos   | Aeropuertos        | Aerolíneas           |
| ---------- | ------------------ | -------------------- |
| Georgetown | Aeropuerto de Ogle | Gum Air              |
| Georgetown | Aeropuerto de Ogle | Trans Guyana Airways |

## Otros operadores
| Operadores                                                                   | Servicios                                                              |
| ---------------------------------------------------------------------------- | ---------------------------------------------------------------------- |
| Aero Club Suriname (ACS)                                                     | Aeroclub, aviación general y formación de pilotos                      |
| Blue Wing Airlines                                                           | Vuelos chárter                                                         |
| Hi-Jet Helicopter Services (HJS)                                             | Servicios de ambulancia aérea y chárter de helicópteros                |
| Overeem Air Service (OAS)                                                    | Vuelos chárter y fumigación de cultivos                                |
| Pegasus Air Services (PAS)                                                   | Vuelos chárter y de entrenamiento en helicóptero                       |
| Fuerza Aérea de Surinam (Surinaamse Luchtmacht) (SAF)                        | Militar                                                                |
| Surinaamse Medische Zendings Vliegdienst / Mission Aviation Fellowship (MAF) | Servicios médicos y desarrollo comunitario                             |
| United Aviation Services (UAS)                                               | Chárter de helicópteros                                                |
| Vortex Aviation Suriname (VAS)                                               | Vuelos de mantenimiento de aviación general y entrenamiento de pilotos |